# Перес, Марио
Ма́рио Пе́рес Су́ньига (исп. Mario Pérez Zúñiga; родился 17 июня 1982 года в Мехико, Мексика) — мексиканский футболист, защитник известный по выступлениям за «Некаксу» и сборную Мексики. Участник Олимпийских игр в Афинах.

## Клубная карьера
Перес воспитанник клуба «Некакса». 24 февраля 2001 года в матче против «Атланте» он дебютировал за основную команду в мексиканской Примере. Только спустя два года Марио смог завоевать место в основном составе. 21 февраля 2004 года в поединке против «Монаркас Морелия» он забил свой первый гол. Сезон 2004/2005 Перес на права аренды провел в столичной «Америке», но не смог закрепиться и вернулся в «Некаксу». Несмотря на это он смог выиграть Куласуру. В 2007 году Марио помог клубу выиграть интерлигу и принять участие в Кубке Либертадорес.
Летом 2007 года Перес перешёл на правах аренды в «Сан-Луис», к своему бывшему тренеру по «Некаксе» Раулю Ариасу. В начале сезона 2009/2009 Марио вернулся в родной клуб, но сразу же вновь был отдан в аренду в «Атлас». 20 сентября 2009 года в матче против «Толуки» он дебютировал за новую команду. За «Атлас» Перес провёл всего матчей и был игроком резерва. После возвращения в «Некаксу» клуб не стал продлевать контракт и Марио полгода был свободным агентом.
В марте 2011 года Перес перешёл в американский клуб из NASL «Атланта Силвербэкс». 10 апреля в матче против «Миннесоты Юнайтед» он дебютировал в Североамериканской лиге. 24 апреля в поединке против «Форт-Лодердейл Страйкерс» Марио забил свой первый гол. Летом того же года Перес вернулся в Мексику, где подписал соглашение с «Эстудиантес Текос». 23 июля во встрече против «Толуки» Марио дебютировал за новую команду. В новой команде он провел один сезон и вернулся в родную «Некаксу».
Летом 2014 года Марио перешёл в «Лобос БУАП». 19 июля в матче против «Атлетико Сан-Луис» он дебютировал за новую команду. В 2016 году Перес принял решение о завершении карьеры.

## Международная карьера
В 1999 году Перес выступал за юношескую сборную Мексики на юношеском Чемпионате мира в Новой Зеландии, где был основным футболистом и принял участие во всех матчах. В 2004 году он поехал вместе с молодёжной сборной в Афины на Олимпийские игры. На турнире Марио сыграл в поединках против сборных Мали, Южной Кореи и Греции. 19 ноября 2003 года в товарищеском матче против сборной Исландии Перес дебютировал за сборную Мексики. Он также принимал участие в отборочных матчах к Чемпионату мира 2006, но в окончательный список включён не был.

## Достижения
Командные
 «Америка»
- Чемпион Мексики: Клаусура 2005